# David Six
David Six (* 14. August 1985 in Vöcklabruck, Oberösterreich) ist ein österreichischer Pianist und Komponist. Stilistisch ist er gleichermaßen der Klassischen Musik wie dem Creative Jazz zuzuordnen.

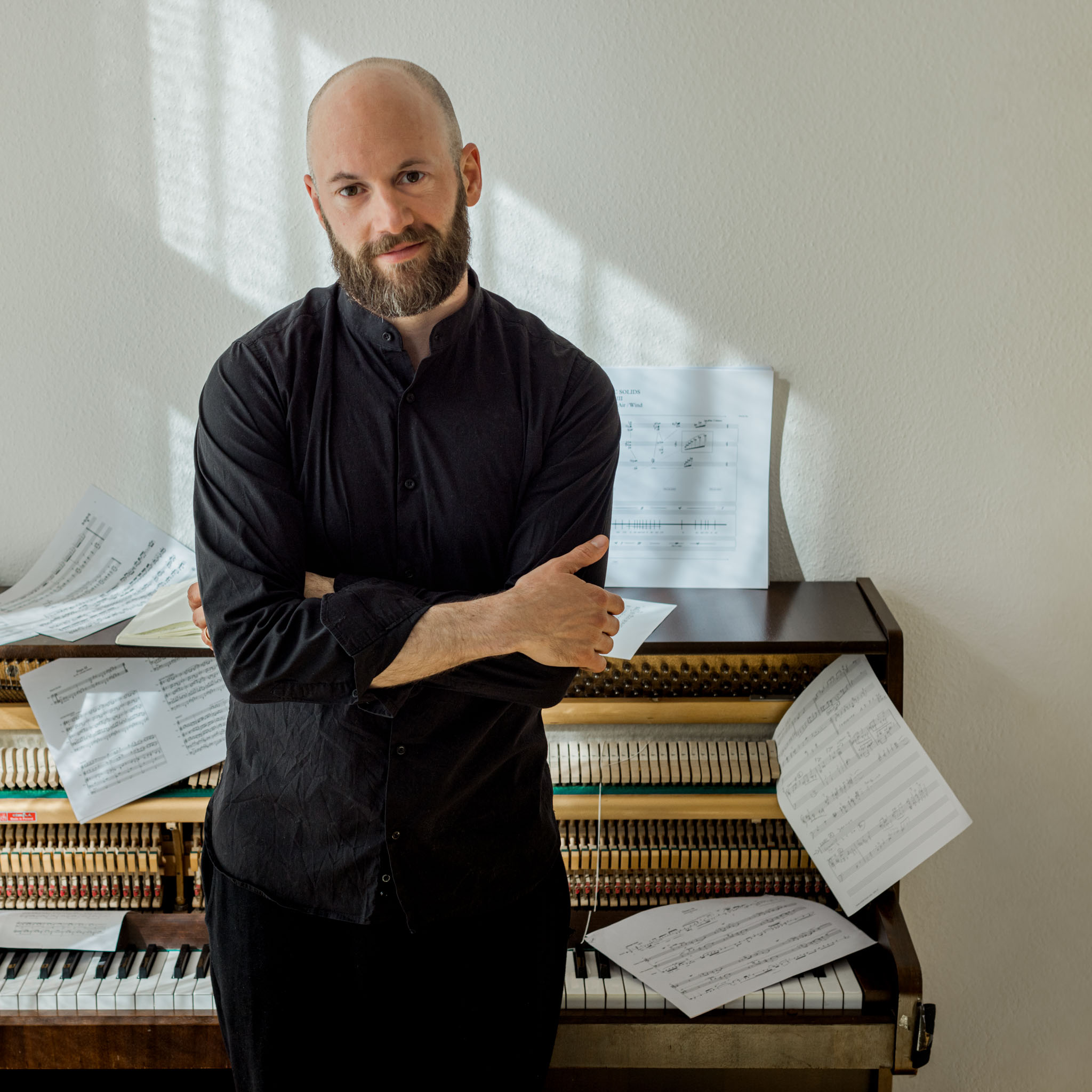
David Six (Wien 2022)

## Leben und Wirken
Six wuchs in einem musikalisch aktiven Elternhaus auf und begann im Alter von sechs Jahren Klavier zu spielen. Zunächst studierte er Philosophie und Umweltingenieurwesen in Wien. 2012 absolvierte er sein Klavierstudium an der Anton Bruckner Privatuniversität in Linz. Daneben studierte er Mridangam, Tabla und Klassische Indische Musik in Berlin, Neu-Delhi und Colombo.  Seit 2010 nahm er zusätzlich Unterricht bei den New Yorker Musikern Ellery Eskelin, Aaron Parks und Fabian Almazan.  Seit 2012 veröffentlicht er Alben unter eigenem Namen.
Six spielte u. a. mit Shara Worden, Simon Zöchbauer, Richard Reed Parry (Arcade Fire), Julia Lacherstorfer, Mira Lu Kovacs, Bill Frisell, Ramsch & Rosen, DACH, Mathias Ruppnig, Alexi Murdoch, Daníel Böðvarsson, Grant Hart (Hüsker Dü), Wanja Slavin, Andrej Prozorov, Mario Rom, Peter Herbert, Werner Zangerle, Dusko Goykovich und Laura Winkler.
Als Komponist schrieb Six neben Klavierstücken für das Kammerensemble Stargaze und andere Besetzungen. Auch verfasst er Arrangements für improvisierende Gruppen und Arbeiten im Feld der Popmusik.

## Stipendien & Preise
- 2015 Bundesministerium für Europa, Integration und Äußeres der Republik Österreich: Stipendium "The New Austrian Sound of Music 2016–2017"[6]
- 2016 Bundeskanzleramt, Sektion für Kunst und Kultur: Startstipendium für Musik
- 2016 Künstleratelier Paliano (Italien): Artist in Residence[7]
- 2018 Amt der Oberösterreichischen Landesregierung: Talentförderungsprämie für Musik und Komposition (Platonic Solids)[8]
- 2018 Bundeskanzleramt, Sektion für Kunst und Kultur: Kompositionsförderung

## Pressestimmen
„Das zweite Studioalbum des unglaublich vielseitigen Musikers David Six ist ein Soloalbum, das in keinem Moment ein Gefühl klanglicher Eintönigkeit oder Übersättigung aufkommen lässt. Im Gegenteil. Man fühlt sich als ZuhörerIn der Musik verbunden, mitten drin, als ob man ein Teil davon wäre. Die Musik ist erdig und kraftvoll, fühlt sich groß und doch intim an; die perfekt eingesetzte Verbindung mit stimmlichen und perkussiven Elementen lassen die Grenzen zwischen Körper und Instrument verschwimmen. Komposition und Improvisation fließen auf dem Album "Karkosh" zusammen und verbinden sich zu einem organischen Ganzen. Die ursprünglich klassische Ausbildung des Pianisten und die intensive Beschäftigung mit indischer Kunstmusik sind deutlich spürbar und Teil des einzigartigen Charakters seiner Musik.“

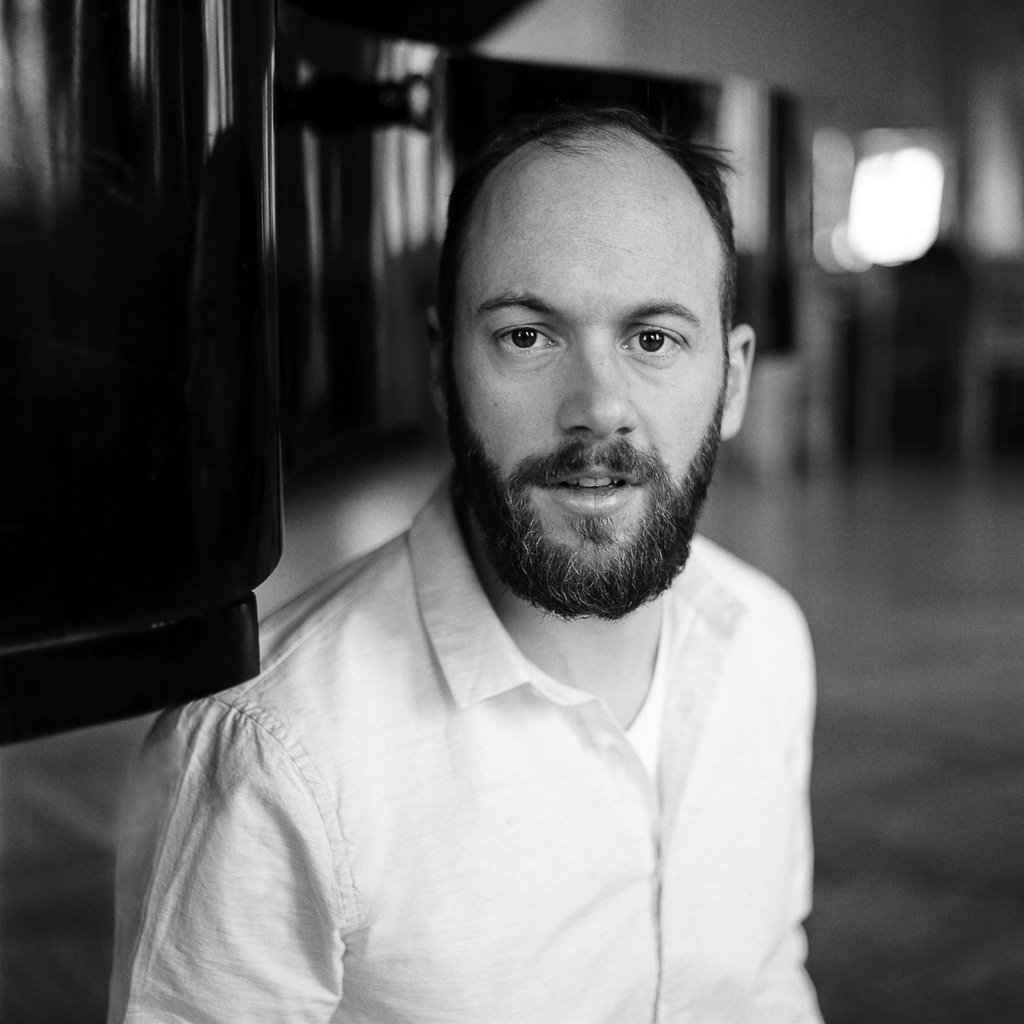
David Six (2018)

„Vielmehr als es in den Nummern von David Six um den Versuch irgendeiner schlichten stilistischen Etikettierung geht, stehen einzig und alleine die Musik als Ganzes und deren Wirkung im Vordergrund des Geschehens. Die außergewöhnlich lyrische Note seiner musikalischen Sprache, wie auch die seines vielschichtigen und gefühlvollen Spiels machen es ohnehin vollkommen unnötig, sich mit solchen Fragestellung länger zu beschäftigen. David Six erzählt ereignisreiche Geschichten und entwirft dabei Klanggemälde, die in ihrer Stimmung ein wirklich sehr breites emotionales Spektrum abdecken. m Stil von tief melancholisch, still und zurückhaltend bis hin zu fast schon aberwitzig verspielt agierend, gelingt es dem Pianisten immer wieder auch neue Fährten zu legen, solche, die überraschen und das Dargebotene zu keinem Zeitpunkt vorhersehbar werden lassen. Und genau dieser Aspekt ist es auch, der den Spannungsgehalt seiner von Eleganz getragenen Musik vom ersten bis zum letzten Ton aufrecht erhält. Darüber hinaus beeindruckt zudem der Umstand, dass ihm all das mit den reduziertesten Mitteln, sprich alleine mit seinem Klavier gelingt. David Six zeigt sich als Experte darin, weite Räume zu schaffen, die jedem einzelnen Ton, jeder Melodie und auch jedem klanglichen Experiment fern jeder Verkopftheit tiefergehende Geltung verleihen.“

## Tonträger (Auswahl)
als Leader
- Dance with the Ghosts Quartet (2023 / session work records, mit Mario Rom, Beate Wiesinger, Lukas König)
- Dance with the Ghosts Chamber Sextet (2023, mit Simon Zöchbauer, Mona Matbou Riahi, Irene Keil, Clemens Sainitzer, András Dés)
- Karkosh (2019 / col legno; solo)
- Solo Piano – In the Rosewood Forrest (2014 / Freifeld Tontraeger)
- David Six’ Matador: Graz Live (2014 / Listen Closely)
- Mira Lu Kovacs & David Six: Scham und Schande (2014 / Listen Closely)
- Ensemble DACH: Radio Liberty (2015 / Listen Closely, mit Andrej Prozorov, Ilya Alabuzhev, Mathias Ruppnig)

andere
- Guido Spanocci: Exoplanetary Frequencies (2023 / Audioguido Records, mit Gina Schwarz, Matheus Jardim, David Raddish)
- Mahan Mirarab: Say Your Most Beautiful Word (2022 / Session Work Records)
- stargaze: One feat. Tyondai Braxton (2022 / Transgressive Records)
- stargaze: High Dive feat. Morris Kliphuis & Pitou (2022 / ZenneZ Records)
- Roots Revival Series: Ashik (2022 / Roots Revival)
- Hesam Inanlou: A Lament for Existence (2022 / Hermes Records)
- Lisa Hannigan & Stargaze: Live in Dublin (2019 / play it again sam)
- stargaze / Greg Saunier: Deerhoof Chamber Variations (2016 / Transgressive Records)
- Laura Winkler’s Wabi Sabi Orchestra (2014 / Traumton)
- Niki Dolp’s Memplex: Souvenir (2012 / Listen Closely)